# Faucon Millenium
Vaisseau spatial apparaissant dans
Star Wars.
Le Faucon Millenium (Millennium Falcon en version originale) est un vaisseau spatial de  fiction présent dans l’univers de la saga cinématographique Star Wars. Dans cet univers, il est piloté par le contrebandier Han Solo et son second Chewbacca
Dans la version française du premier épisode produit (Star Wars, épisode IV : Un nouvel espoir), le nom du vaisseau a été traduit en Millenium Condor et parfois également en Faucon Millénaire, ce qui est la traduction littérale de Millennium Falcon.

## Univers
L'univers de Star Wars se déroule dans une galaxie qui est le théâtre d'affrontements entre les Chevaliers Jedi et les Seigneurs noirs des Sith, personnes sensibles à la Force, un champ énergétique mystérieux leur procurant des pouvoirs psychiques. Les Jedi maîtrisent le Côté lumineux de la Force, pouvoir bénéfique et défensif, pour maintenir la paix dans la galaxie. Les Sith utilisent le Côté obscur, pouvoir nuisible et destructeur, pour leurs usages personnels et pour dominer la galaxie.

## Histoire fictive
Le Faucon Millenium est construit durant la République galactique. Un certain temps après l'avènement de l'Empire, le vaisseau entre en la possession du contrebandier Lando Calrissian, qui y apporte de nombreuses modifications.
En 10 av. BY, Lando accepte d'utiliser son vaisseau pour aider le groupe constitué de Tobias Beckett, Chewbacca, Han Solo et Qi'ra à voler du coaxium brut sur la planète Kessel et aller le faire stabiliser sur la planète Savareen, pour le compte de l'Aube Écarlate. À la suite de cette mission, Han Solo réussit à remporter le vaisseau lors d'une partie de sabacc (un jeu de stratégie) contre Calrissian, et devient de fait le nouveau propriétaire du Faucon Millenium.
Han Solo et Chewbacca se servent ensuite du vaisseau pour effectuer des missions de contrebande pour le compte de Jabba le Hutt, Solo apportant de nouvelles modifications au vaisseau. Jusqu'au jour où le duo fait la rencontre d'un maître Jedi survivant de l'Ordre 66 nommé Obi-Wan Kenobi, accompagné du fils d'Anakin Skywalker, le jeune Luke, qui le paient pour les escorter jusqu'à la planète Alderaan. Par la suite, ils participent à faire évader la princesse Leia Organa de l'Étoile de la mort, avant de jouer un rôle crucial dans la destruction de la station spatiale de l'Empire en déstabilisant le vaisseau de Dark Vador, lors de la Bataille de Yavin. 
À la suite de cet affrontement, le Faucon devient partie prenante de l'Alliance rebelle, dont Solo et Chewbacca sont devenus des membres reconnus. Après s'être enfui au cours de la Bataille de Hoth, le vaisseau retrouve le chemin de Lando Calrissian, devenu dirigeant de la Cité des Nuages en orbite autour de la planète Bespin. Lorsque la cité est envahie par les troupes de l'Empire, Han Solo est capturé par Vador et emprisonné dans de la carbonite ; il est ensuite et remis au chasseur de primes Boba Fett pour être emmené sur Tatooine, tandis que Lando, Chewbacca et Leia ainsi que les droïdes C-3PO et R2-D2 le suivent à bord du Faucon. 
Quelque temps plus tard, Solo est libéré grâce à un stratagème de Luke Skywalker, qui a suivi une formation de Jedi auprès du Maître Jedi Yoda, et le contrebandier revient aux commandes du vaisseau. Le Faucon, avec Lando Calrissian aux commandes, participe à la Bataille d'Endor en 4 ap. BY, bataille qui scelle la victoire de l'Alliance Rebelle dans la Guerre Civile Galactique avec la mort de l'Empereur Palpatine et de Dark Vador, en même temps que la destruction de la deuxième Étoile de la Mort. 
Après la fin de la guerre, le vaisseau est volé à Han Solo par un autre contrebandier, Gannis Ducain, qui se le fait à son tour voler par les Irvin, puis une nouvelle fois par Unkar Plutt, et atterrit finalement sur la planète Jakku. En 34 ap. BY, la pilleuse d'épave Rey et un stormtrooper en fuite, FN-2187, dit Finn, s’approprient le vaisseau pour fuir Jakku, ce qui permet à Han Solo et Chewbacca de le détecter et de le récupérer. À son bord, le groupe rejoint la Résistance, une organisation paramilitaire menée par Leia Organa qui lutte contre l'ascension du Premier Ordre, héritier de l'Empire hostile à la Nouvelle République. Solo, Chewbacca et Finn utilisent le Faucon pour infiltrer la base Starkiller afin de libérer Rey, capturée par Ben, le fils de Solo et Organa, et permettre aux vaisseaux de la Résistance de l'infiltrer et de la détruire. Han Solo meurt sur Starkiller, tué par Ben, devenu Kylo Ren. 
Chewbacca et Rey, derniers occupants du Faucon, se rendent sur la planète Ahch-To pour retrouver Luke Skywalker, exilé après la destruction du Nouvel Ordre Jedi. Le vaisseau participe ensuite à la Bataille de Crait et permet aux derniers survivants de la Résistance de s'échapper à son bord.
Environ une année standard plus tard, c'est à bord du Faucon que Rey, Finn, Poe, Chewbacca et les droïdes C3-PO et BB-8 partent à la recherche d'un Holocron Sith menant à Exegol, dans les Régions Inconnues où se cache l'empereur disparu Palpatine. Dans la vallée interdite de Pasaana, l'équipage fait la rencontre de Lando Calrissian qui utilise le vaisseau, emblématique de la guerre contre l'Empire, pour faire appel à la population de la galaxie lors de la Bataille d'Exegol.

## Caractéristiques

### Généralités
Le Faucon Millenium est un cargo corellien de type YT-1300, fabriqué par la Corporation Technique Corellienne. Ce modèle était très populaire à la fin de la République galactique. Avec ses 34 mètres de longueur, 20 mètres d'envergure et sa capacité de 100 tonnes de fret, il était apprécié des transporteurs de toute la galaxie. Son équipage maximal est de 6 personnes (2 pilotes, 2 navigateurs et 2 canonniers) et il peut embarquer 6 passagers.

### Propulsion
Les efforts de Lando Calrissian ont principalement porté sur la vitesse du vaisseau, qui atteint les 105 Mégalumière/heure (unité fictive de l'univers Starwars, MGLT en anglais), et 1 200 km/h dans l'atmosphère. Mais la pièce maîtresse du Faucon Millenium est sans aucun doute son hyperpropulsion de classe 0.5, soit la meilleure vitesse jamais atteinte au-delà de celle de la lumière. En contrepartie, les modifications de sa propulsion la rendent fortement instable et sujette à de nombreux caprices. Ces dysfonctionnements créent à eux seuls une bonne partie des péripéties de l'épisode V : L'Empire contre-attaque.

## Dans la culture populaire
Dans la série télévisée Les Boloss des Belles Lettres consacrée au roman Le Petit Prince d'Antoine de Saint-Exupéry, diffusée en janvier 2016 sur France 5, le Faucon Millénium alunit sur Wikipédia.
Dans la série télévisée Grey's Anatomy, (saison 12 épisode 1) la chirurgienne Balaiys compare l'hôpital à un « tas de ferraille qui a fait le raid de Kessel en 12 parsecs ».